# Stary Goniwilk
Stary Goniwilk – wieś sołecka w Polsce położona w województwie mazowieckim, w powiecie garwolińskim, w gminie Żelechów. 
W latach 1975−1998 miejscowość administracyjnie należała do województwa siedleckiego.

## Części wsi
| SIMC    | Nazwa     | Rodzaj    |
| ------- | --------- | --------- |
| 0696964 | Borki     | część wsi |
| 0696970 | Koziarnia | część wsi |

## Historia
Jest to jedna z najstarszych wsi w gminie Żelechów. W 1458 należała do rodu Ciołków z Żelechowa. Spis ludności parafii z 1692 roku podaje liczbę 80 mieszkańców wsi. Właścicielami wsi byli m.in. Aleksander Żebrowski (1694), Jan Artur Ordęga (1873), Ludwig i Maurycy Neufeldowie (1873), Hordliczka (1876), Władysław Mączewski (1887). Chłopów uwłaszczono w 1864 roku.
We wsi znajduje się kaplica. W 1952 roku spłonął wiatrak. Istnieje także, obecnie nieużywana kuźnia. W 1933 pobudowano w Starym Goniwilku szkołę, która po przebudowach działa do dzisiaj.

## Gospodarka
Większość mieszkańców zajmuje się rolnictwem. Część dojeżdża do pracy w okolicznych miastach. Gospodarstw o powierzchni poniżej 1 ha w 2006 roku było 2. Gospodarstw o powierzchni 1–5 ha – 47, 5–10 ha – 10, 10–15 ha – 2.